# Marcus Cousin
Marcus Lynn Cousin (Baltimora, 18 dicembre 1986) è un ex cestista statunitense.

## Palmarès

### Squadra
- Campionato israeliano: 2

Hapoel Gilboa Galil Elyon: 2009-10

### Individuale
- All-NBDL Second Team (2011)